# Åbergets naturreservat
Åbergets naturreservat är ett naturreservat i Arvidsjaurs kommun i Norrbottens län.
Området är naturskyddat sedan 2024 och är 277 hektar stort. Reservatet ligger nordväst om Arvidsjaur  och består av tallskogar på och omkring berget och i öster av myrar och sumpiga skogspartier kring ett vattendrag.